# オタテガモ属
オタテガモ属（オタテガモぞく、学名 Oxyura）は、鳥綱カモ目カモ科に属する属。
学名は、古代ギリシア語でὀξύς・οὐρά・(鋭・尾）の由来。

## 分布
アフリカ、ヨーロッパ、アジア、オーストラリア、アメリカ州

## 分類
以下の分類・英名は、HBW and BirdLife International Illustrated Checklist of the Birds of the Worldに従う。和名は、黒田長久（1980年）による。
- Oxyura jamaicensis　アカオタテガモ　Ruddy duck LC IUCN
- Oxyura ferruginea　Andean duck LC IUCN
- Oxyura vittata　コバシオタテガモ　Lake duck LC IUCN
- Oxyura australis　オーストラリアオタテガモ　Blue-billed duck NT IUCN
- Oxyura maccoa　アフリカオタテガモ　Maccoa duck VU IUCN
- Oxyura leucocephala　カオジロオタテガモ　White-headed duck EN IUCN
- †Oxyura vantetsi　New Zealand stiff-tailed duck（ニュージーランド[7]）

## 画像

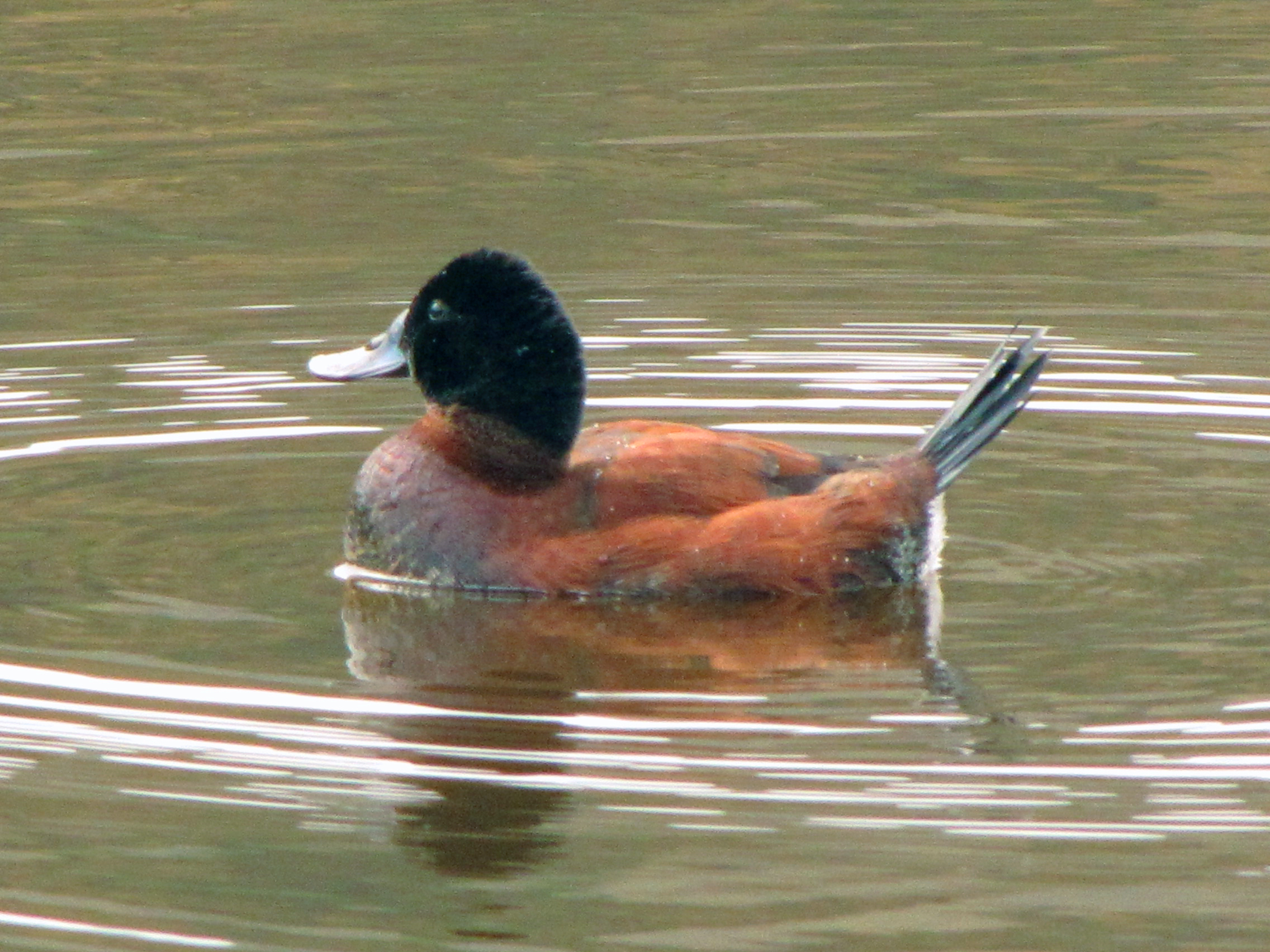
O. ferruginea
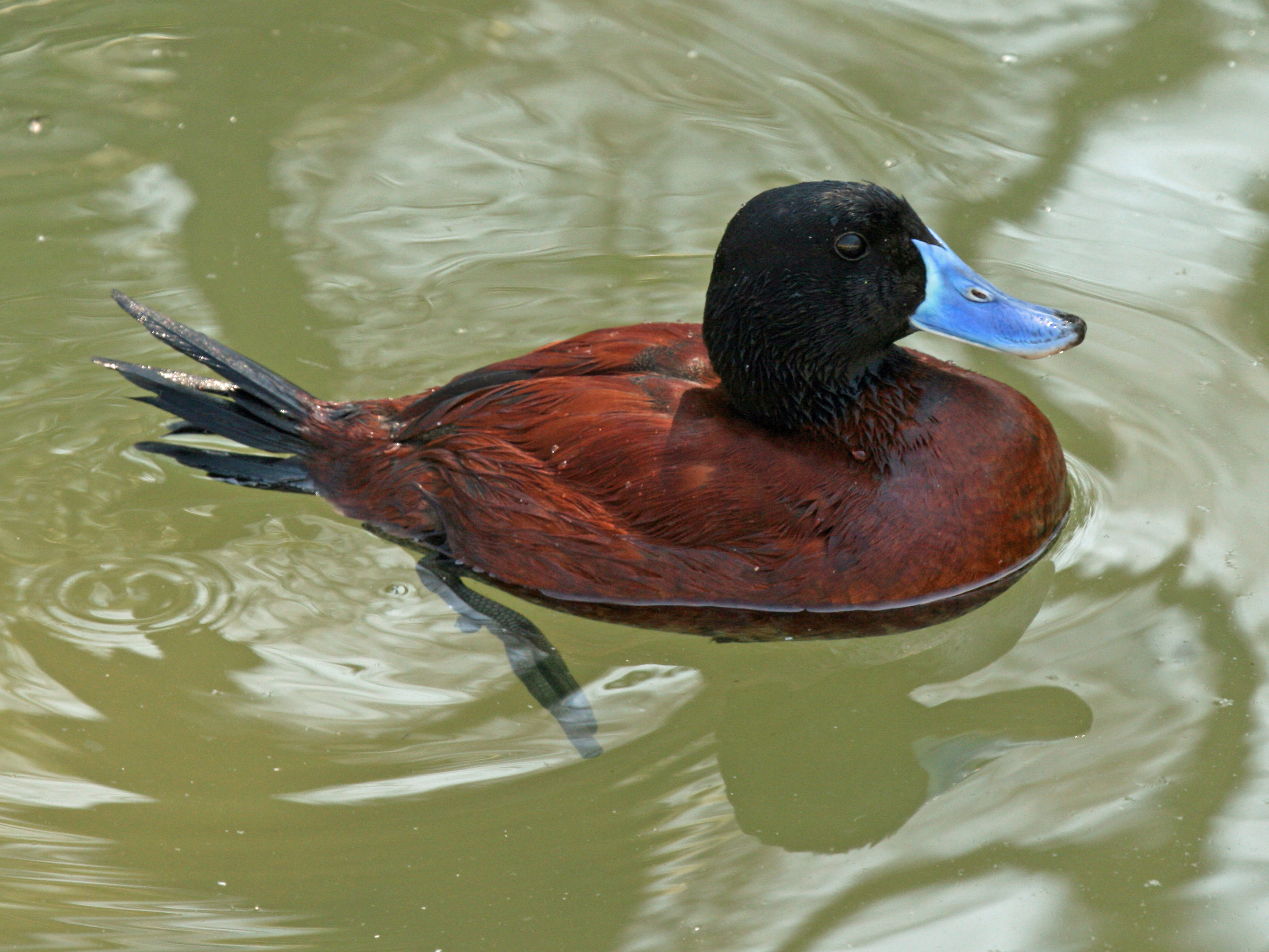
コバシオタテガモ O. vittata
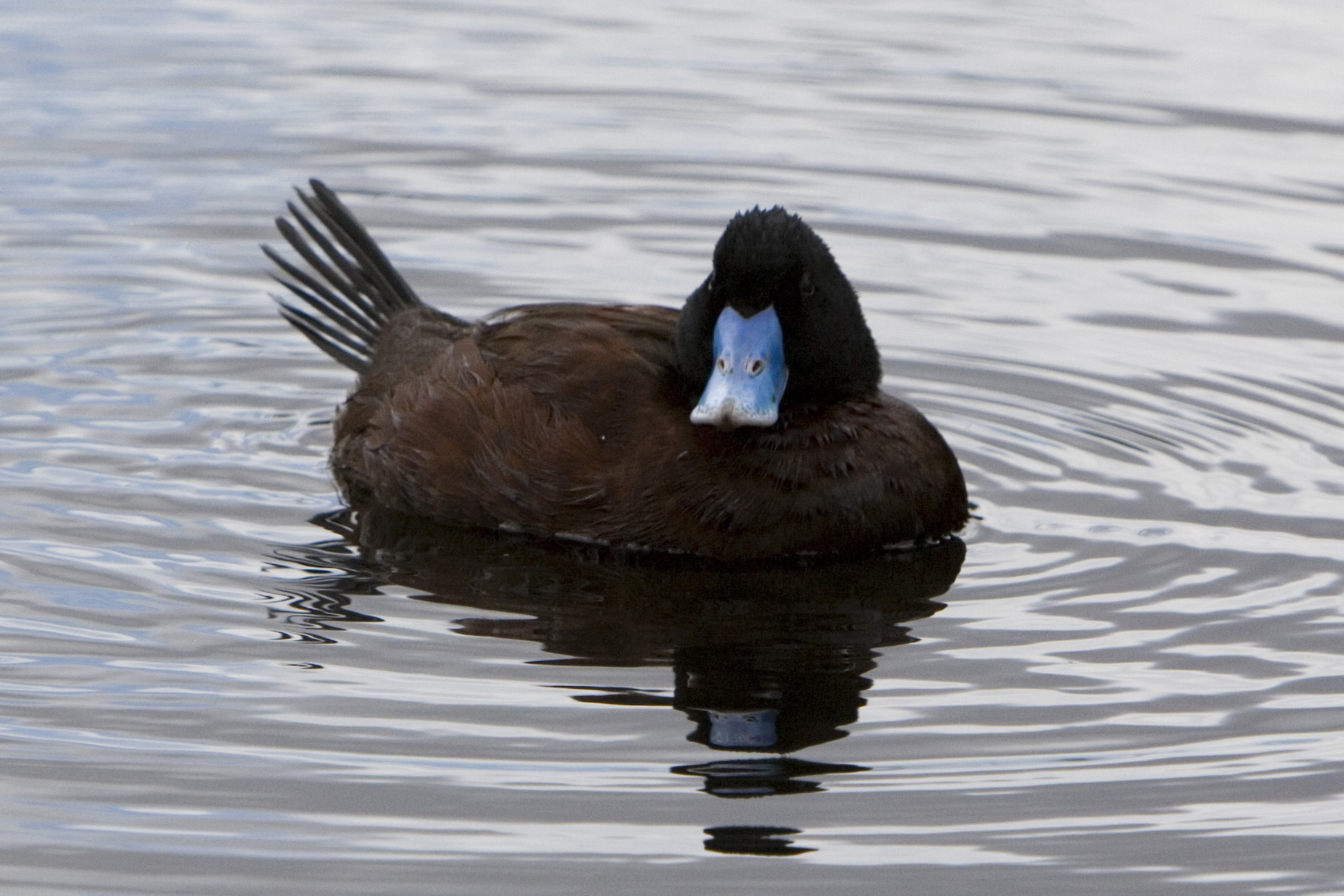
オーストラリアオタテガモ O. australis
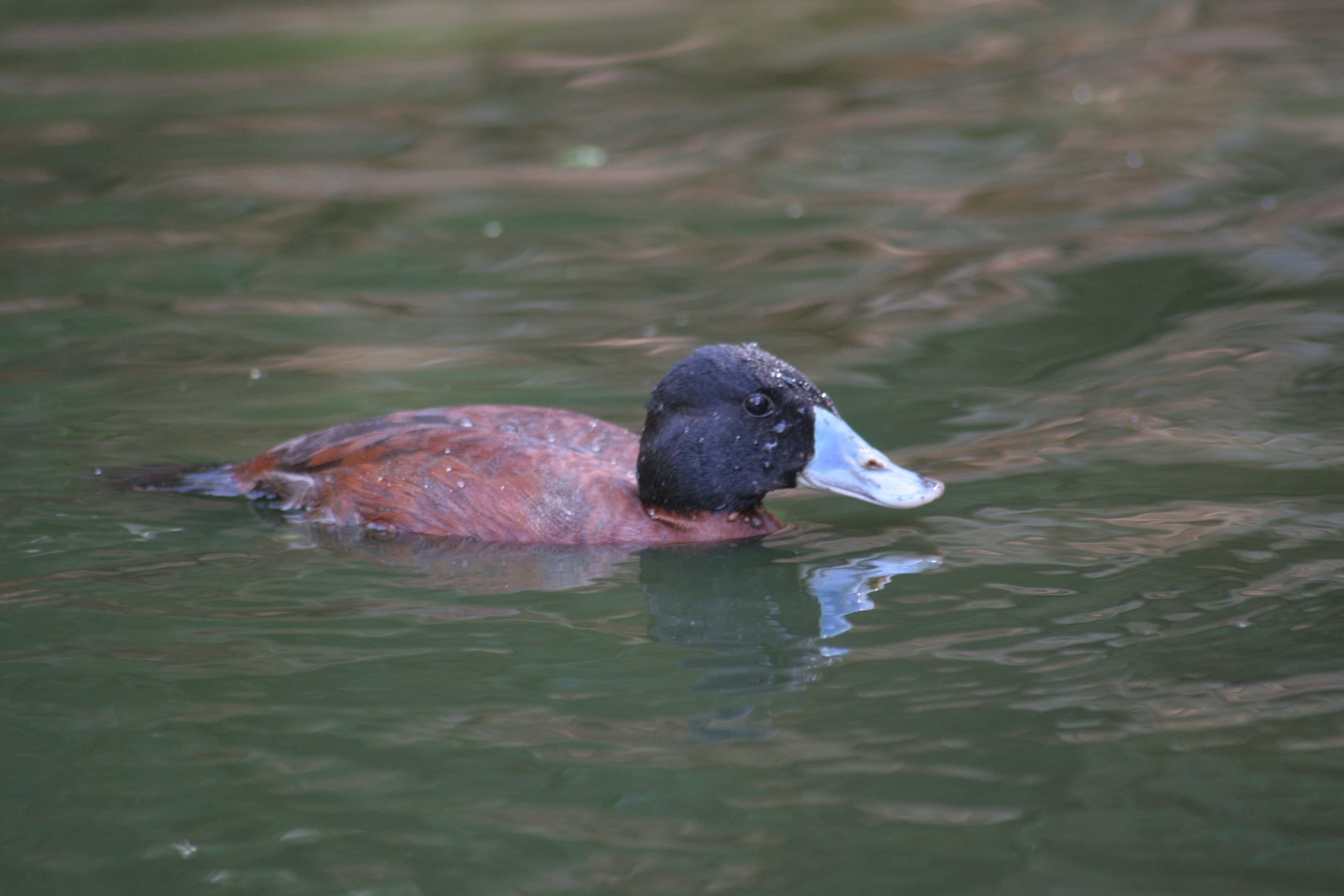
アフリカオタテガモ O. maccoa
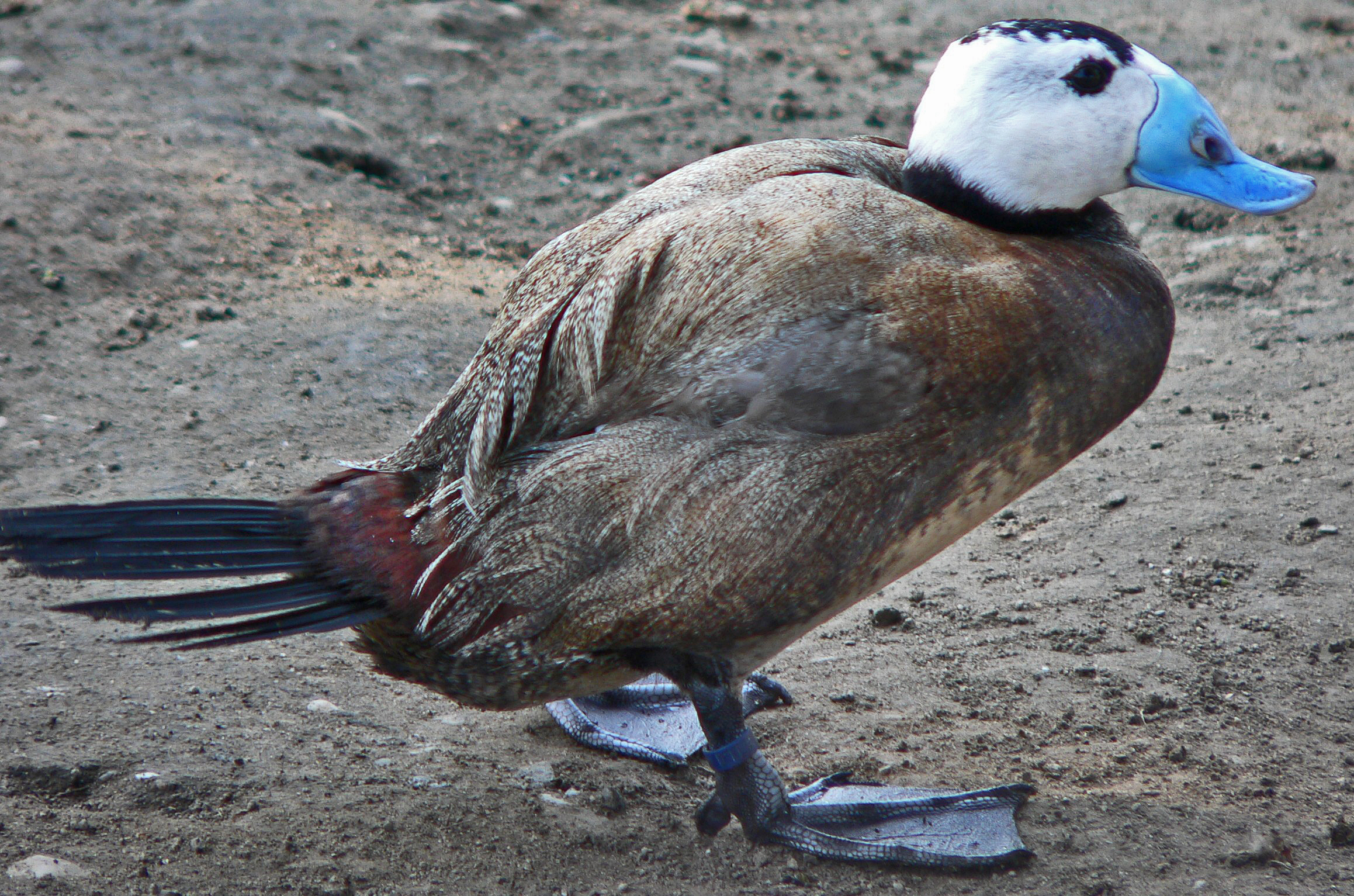
カオジロオタテガモ O. leucocephala